# Хэр

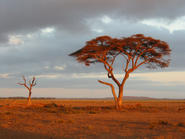
Guurti (суд) обычно совершается под сенью акации. Судьи обсуждают арбитраж до тех пор, пока обе стороны не удовлетворяются. Дискуссия может затянуться на несколько дней.

Хэ́р — полицентрическая правовая система Сомали, в рамках которой старейшины исполняют роль судей и принимают решения по рассматриваемым делам, опираясь на прецеденты. Данная система является примером того, как общинное право работает в рамках безгосударственного общества и следует принципам естественного права. Некоторые исследователи полагают, что несмотря на возраст хэр, исчисляемый столетиями, она вполне может служить правовой основой современной здоровой экономики. На основании этой системы сомалийские общества иногда считают критархиями.

## Применение хэр
Сомалийское общество традиционно построено на основе клановой системы, которая подразделяется на подкланы, затем на линиджи и, наконец, на магические группы. Эти группы связаны между собой либо семейными узами, либо договором. Правосудие хэр обычно вращается вокруг последних групп, поскольку они самые малочисленные. В этих группах каждый член несет ответственность за преступления другого и, соответственно, должен понести определённую долю наказания. В рамках этой системы только жертва или ближайшие родственники жертвы могут обратиться с уголовным делом к посредничеству хэр. Если жертвой является мужчина, жалобы могут подавать его отец, братья или дяди. Если жертвой является женщина, жалобы могут подавать мужчины из её семьи или мужчины из семьи её мужа.
В хэр преступления определяются как посягательства на права собственности. Правосудие осуществляется в форме материальной компенсации жертве. Если обвиняемый признан виновным, он должен выплатить материальную компенсацию в той или иной форме. Если возмещение невозможно, то полагается магическое возмездие, измеряемое в количестве скота (обычно здоровых самок верблюда), которое должно быть выплачено жертве или семье жертвы. Понятие тюремного заключения в хэр отсутствует. В некоторых случаях старейшины могут посоветовать, чтобы ни одна из сторон не добивалась возмещения или компенсации. Приговор приводится в исполнение семьей жертвы или всеми трудоспособными членами клана в пределах территории, где должен быть исполнен приговор.
Судьи хэр состоят из глав расширенных семей. Главы этих семей выбираются за их знание закона и мудрость, но в остальном формального обучения нет, и каждому судье разрешается формулировать свои собственные доктрины и правовые принципы. Несколько судей выбираются для ведения каждого дела вовлеченными сторонами, и такое делегирование называется «эрго». Количество судей, участвующих в рассмотрении дела, обычно составляет около десяти человек, хотя может быть всего два человека.
В каждом случае целью является достижение консенсуса между сторонами. Арбитраж традиционно проходит под большим деревом, и посредники просят каждую из сторон подчиниться решению судей. В наше время часто используются залы заседаний вместо сидения под деревом. Каждая сторона имеет право назначить представителя для выступления от своего имени, а диктофон громко повторяет все важные моменты. Если факт оспаривается, его достоверность должна быть подтверждена показаниями трех свидетелей. Если это невозможно сделать, необходимо принести присягу. В случае обострения ситуации председательствующий судья может объявить перерыв, во время которого обе стороны обсуждают вопросы, связанные с делом, в небольших неформальных группах. После вынесения решения по медиации может быть подана апелляция, хотя это должно быть согласовано со всеми сторонами.

## Принципы хэр
Различные группы в сомалийском обществе заключают устные соглашения друг с другом для определения закона хэр Несмотря на этот неформальный характер, существует ряд общепринятых принципов, соглашений и идей, составляющих хэр, которые в совокупности называются «xissi adkaaday». К ним относятся:
- выплата mag коллективной группой (кланом, подкланом, родом или магической группой), из которой происходит преступник, в качестве компенсации за преступления убийства, побои, кражи, изнасилования и клевета на личность, выдаваемой жертве или семье жертвы;
- защита уязвимых или уважаемых членов общества, таких как пожилые люди, женщины, дети, поэты, гости и религиозные деятели
- обязательства перед семьей, такие как выплата приданого невесте
- права вдовца на женитьбу на сестре умершей жены и наследование вдовы братом умершего
- наказания за побег из дома
- и разделение и использование природных ресурсов, таких как вода и земля.[8]